# Landifay-et-Bertaignemont
Landifay-et-Bertaignemont ist eine französische Gemeinde mit 248 Einwohnern (Stand: 1. Januar 2022) im Département Aisne in der Region Hauts-de-France; sie gehört zum Arrondissement Vervins und zum Kanton Marle.

## Geographie
Die Gemeinde Landifay-et-Bertaignemont liegt am Westrand der Landschaft Thiérache, etwa 22 Kilometer ostsüdöstlich von Saint-Quentin und 30 Kilometer nördlich von Laon. Nachbargemeinden von Landifay-et-Bertaignemont sind Macquigny im Norden, Audigny im Nordosten, Puisieux-et-Clanlieu im Nordosten und Osten, Le Hérie-la-Viéville im Osten, Monceau-le-Neuf-et-Faucouzy im Südosten und Süden, Parpeville im Süden und Südwesten sowie Origny-Sainte-Benoite im Westen und Nordwesten.

## Bevölkerungsentwicklung
| Jahr                       | 1962 | 1968 | 1975 | 1982 | 1990 | 1999 | 2006 | 2013 | 2022 |
| -------------------------- | ---- | ---- | ---- | ---- | ---- | ---- | ---- | ---- | ---- |
| Einwohner                  | 512  | 482  | 389  | 339  | 312  | 277  | 294  | 282  | 248  |
| Quellen: Cassini und INSEE |      |      |      |      |      |      |      |      |      |

## Sehenswürdigkeiten

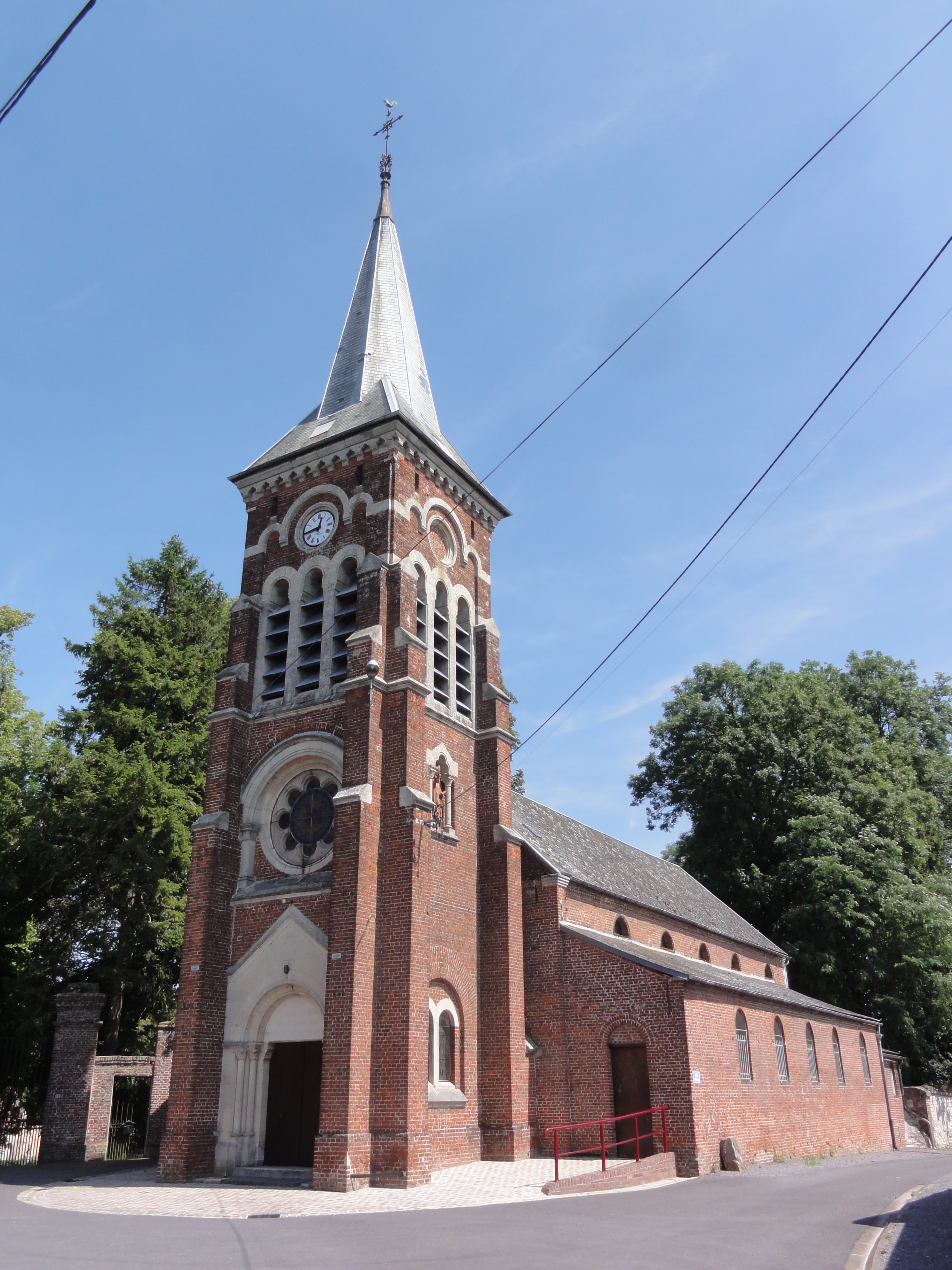
Kirche Saint-Rémi
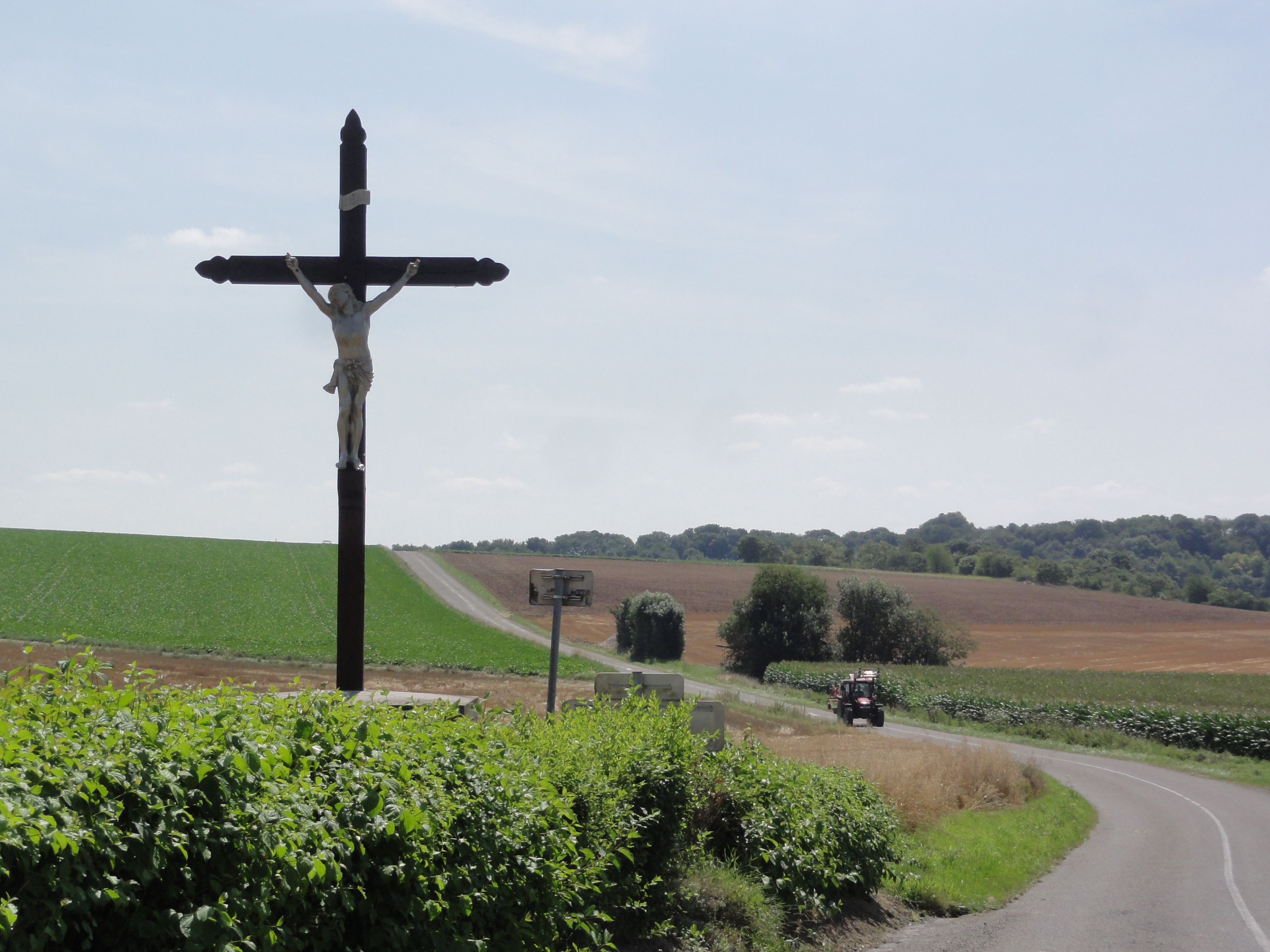
Wegkreuz
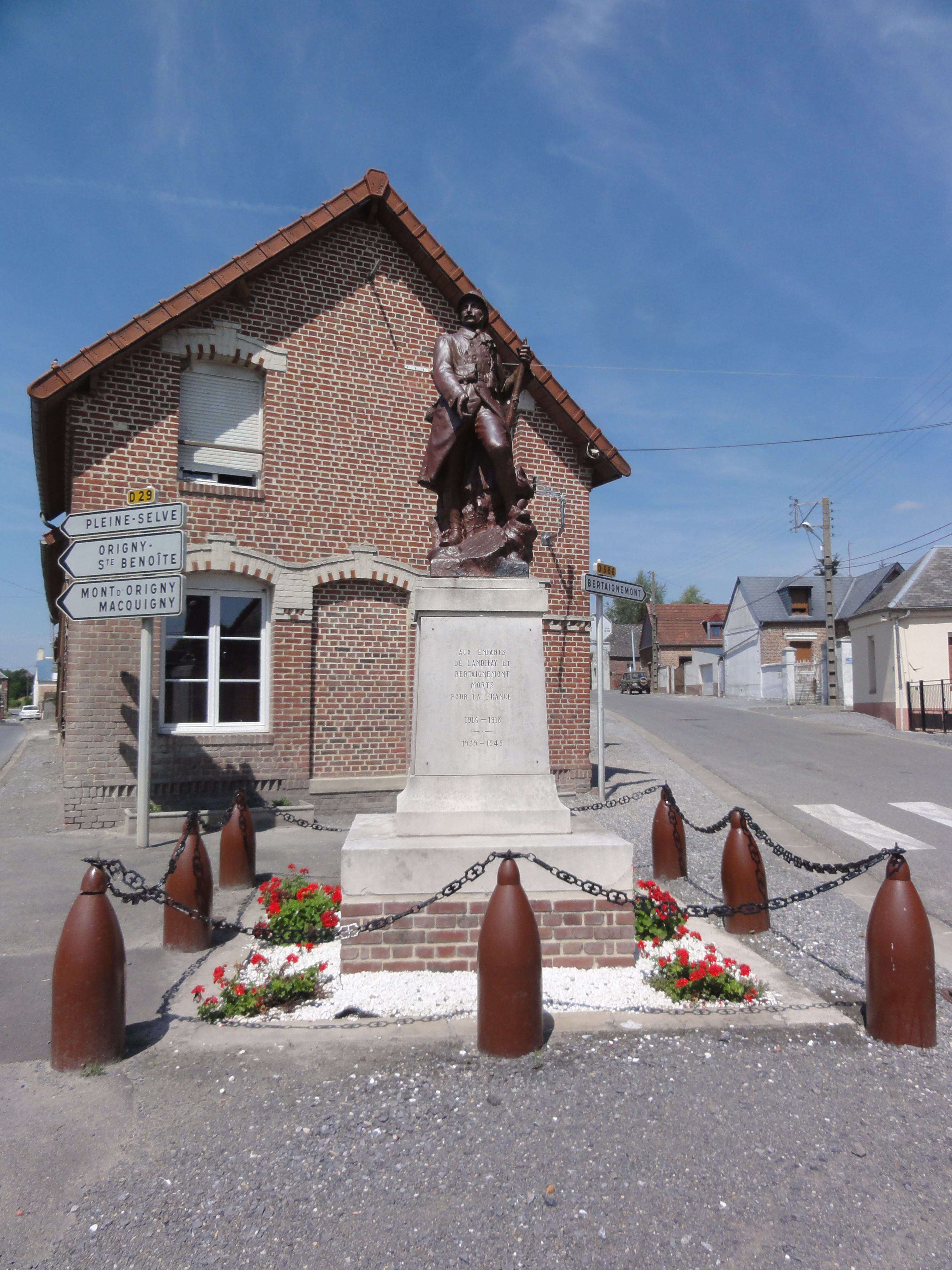
Gefallenendenkmal

- Kirche Saint-Rémi
- Wegkreuz
- Gefallenendenkmal